# Conversa com o Presidente

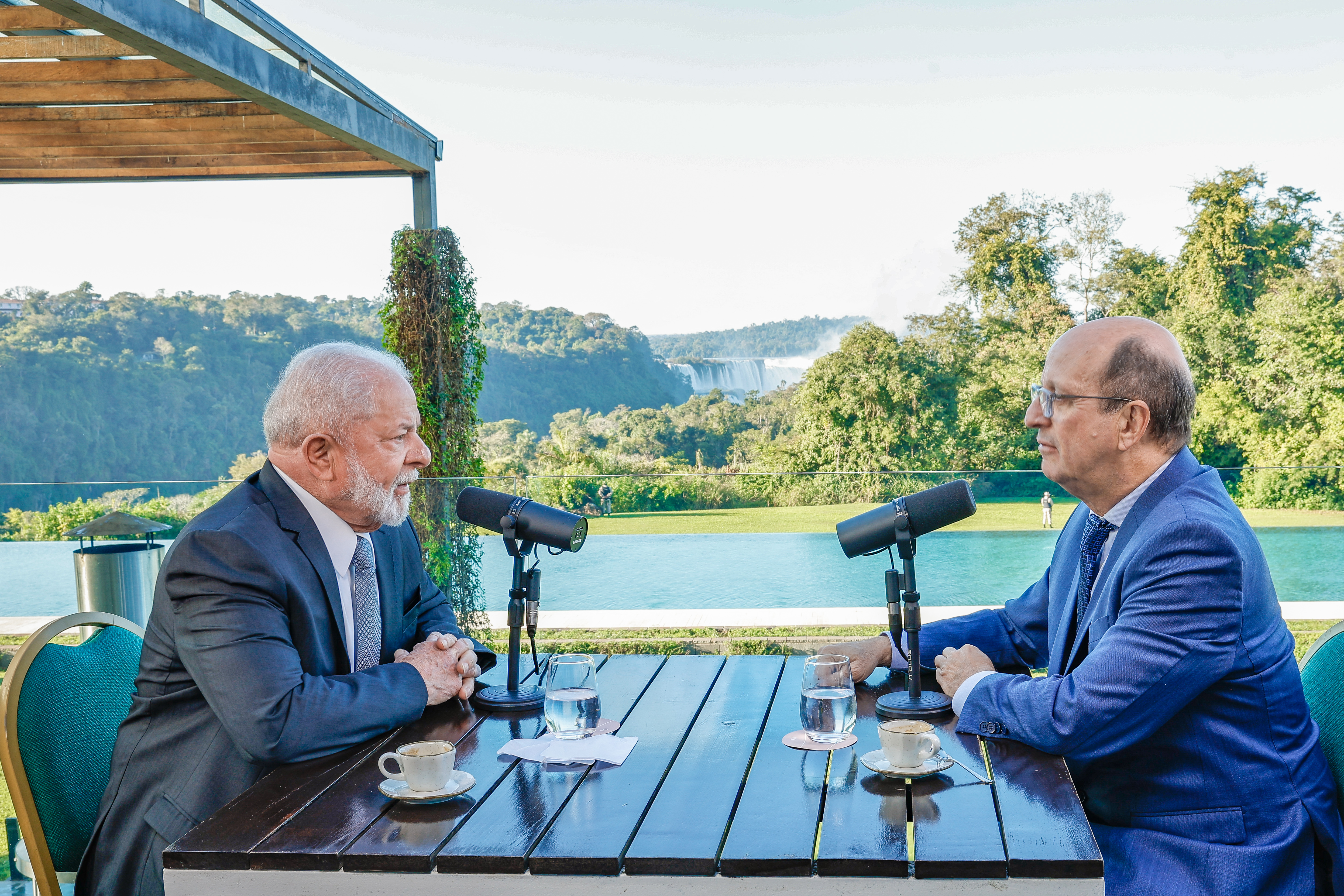
Transmissão do Conversa com o Presidente no Hotel Gran Meliá Iguazú, Argentina, em 4 de julho de 2023.

Conversa com o Presidente foi um programa ao vivo da Rede Nacional de Rádio apresentado pelo jornalista Marcos Uchôa, no qual o convidado, Luiz Inácio Lula da Silva, conversava sobre assuntos institucionais. O programa estreou oficialmente em 13 de junho de 2023, saindo todas as terça-feiras. Fazia parte da estratégia de comunicação do governo, assemelhando-se às lives conduzidas pelo ex-presidente Jair Bolsonaro, porém com um ar mais profissional. As lives eram transmitidas pelo canal oficial de Lula no YouTube, e retransmitidas pelo Facebook, Twitter e pelos canais do YouTube da TV Brasil e do Palácio do Planalto. O programa de estreia teve baixa audiência, tendência que se manteve durante os cinco primeiros programas. As lives de Lula alcançaram algumas milhares de visualizações, enquanto apenas uma live de Bolsonaro alcançou milhões de visualizações.